# Ballana ornata
Ballana ornata är en insektsart som beskrevs av Delong 1964. Ballana ornata ingår i släktet Ballana och familjen dvärgstritar. Inga underarter finns listade i Catalogue of Life.